# Johann Depken (Politiker, 1837)

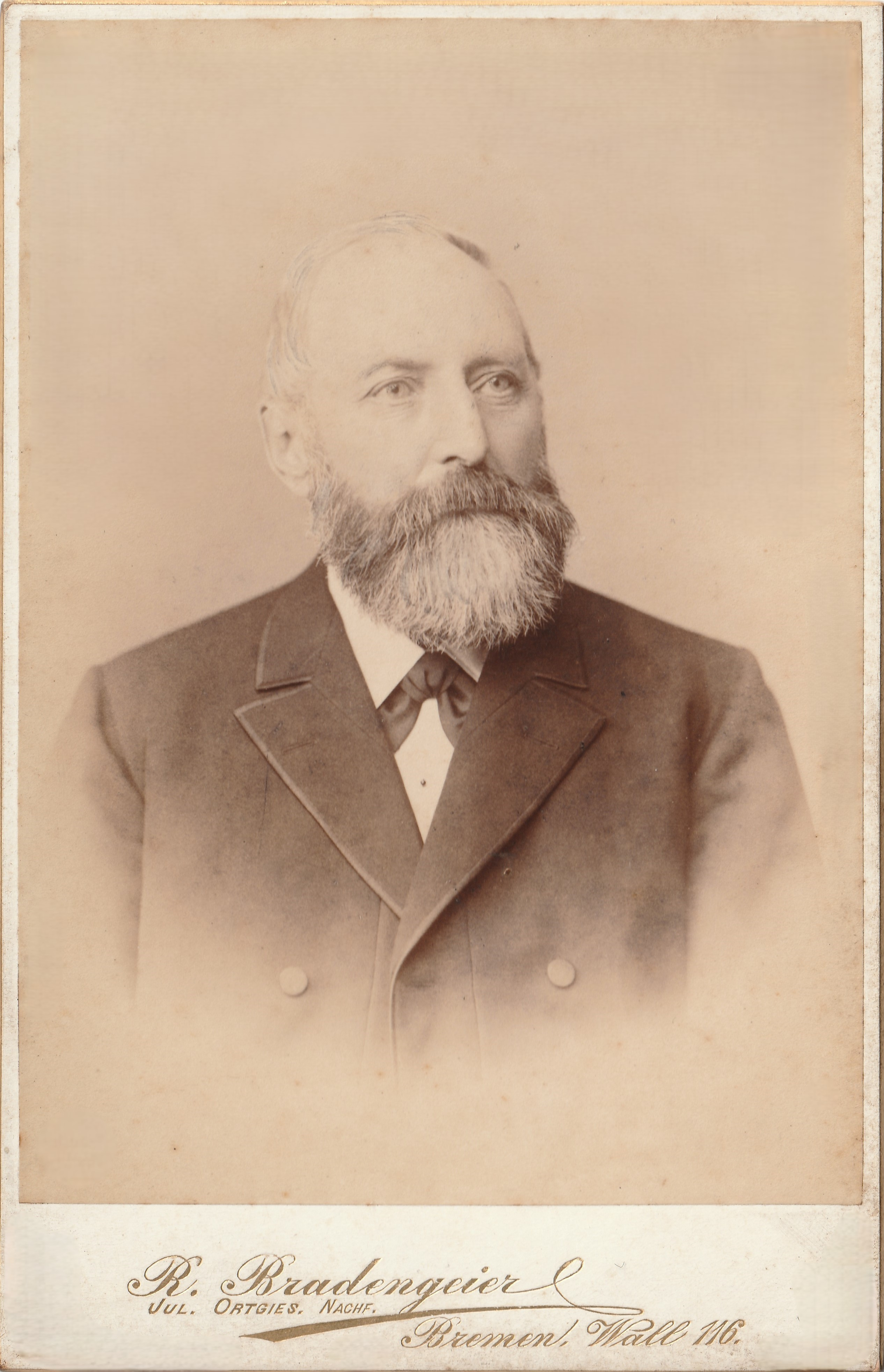
Johann Depken (etwa 1900)

Johann Depken (* 30. Januar 1837 in Schwachhausen bei Bremen; † 11. Juli 1909 in Bremen) war ein deutscher Politiker und Landwirt. Er war Mitglied des Deutschen Reichstags.

## Biografie
Depken entstammte einem alten Bauerngeschlecht aus Schwachhausen, das auf dem Hof Schwachhauser Chaussee 205, Ecke Kirchbaustraße, seit 1824 ansässig war. Die Hofstelle wurde kurz nach dem Zweiten Weltkrieg abgebrochen. Seine Eltern waren der Landwirt Johann Depken sen. (1814–1902) und dessen Ehefrau Adelheid geb. Seemann. 

Depken besuchte von 1843 bis 1853 die Remberti-Volksschule in Bremen. Seit 1. Januar 1879 war er Gemeindevorsteher in Schwachhausen, seit 1868 Vorsitzender der Kammer für Landwirtschaft in Bremen und seit 1875 Vorsitzender des Landwirtschaftsrats-Vereins für das Bremische Gebiet. Weiter war er Mitglied verschiedener Deputationen der Freien Hansestadt Bremen und seit 1867 Mitglied der Bremischen Bürgerschaft.

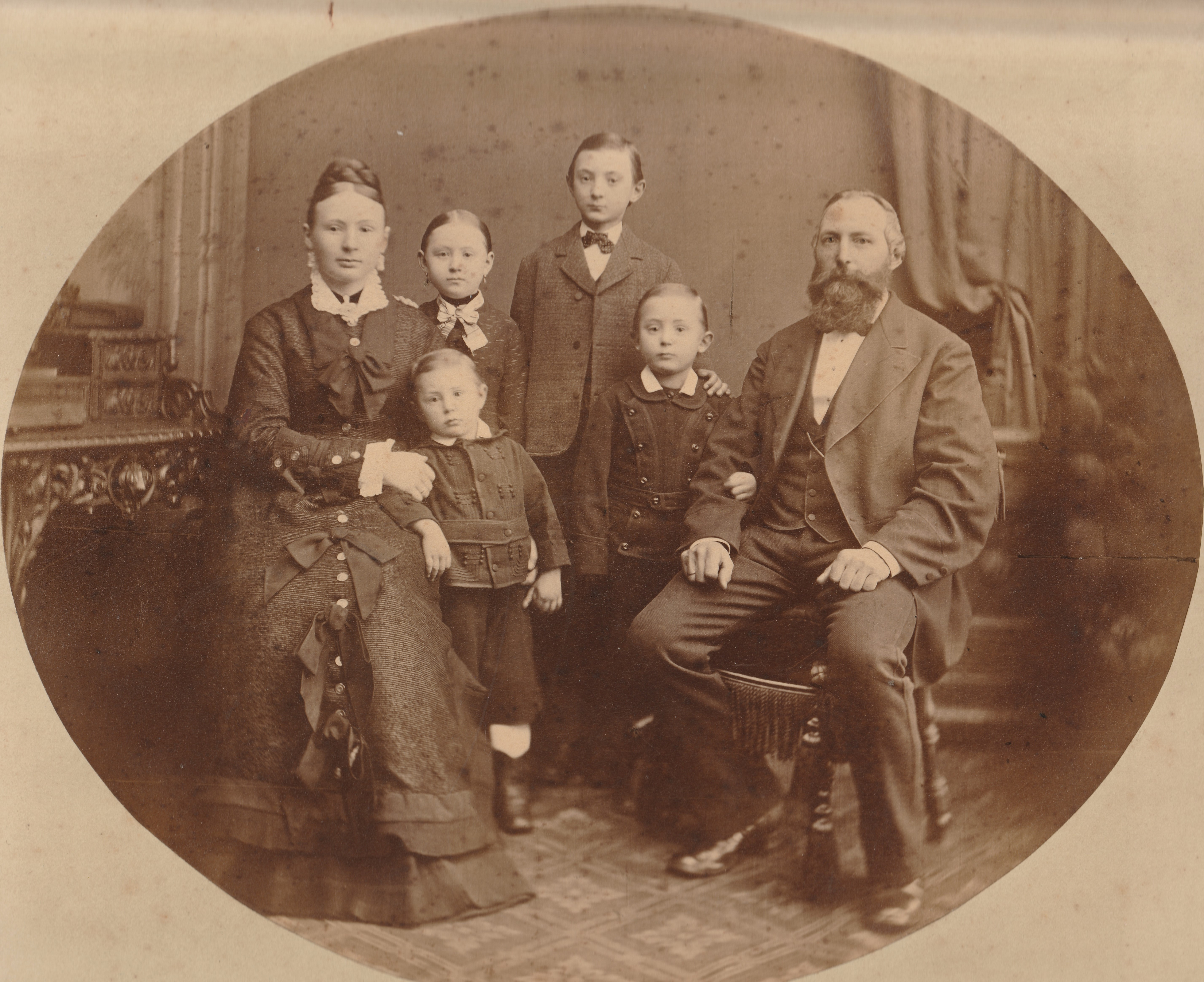
Johann Depken (r.) mit Familie (l. Frau Gesine geb. Kaemena; stehend i.d. Mitte Sohn Johann), etwa 1878

Von 1898 bis 1907 war er Mitglied des Deutschen Reichstags für den Wahlkreis Provinz Hannover 17 (Harburg, Rotenburg in Hannover, Zeven) und die Nationalliberale Partei.
Er war verheiratet mit Gesine Kaemena (1847–1923). Sein gleichnamiger Sohn Johann Depken war ebenfalls Politiker und Mitglied der Bremischen Bürgerschaft. Dora Garbade war seine Enkelin.
In Bremen-Schwachhausen wurden der Johann-Depken-Weg und die Depkenstraße nach ihm benannt.